# ان‌جی‌سی ۵۵۶۲
ان‌جی‌سی ۵۵۶۲ (انگلیسی: NGC 5562) نام یک کهکشان مارپیچی در صورت فلکی گاوران است.